# Limbo (dans)
 For alternative betydninger, se Limbo (flertydig). (Se også artikler, som begynder med Limbo)
 Der er for få eller ingen kildehenvisninger i denne artikel, hvilket er et problem. Du kan hjælpe ved at angive troværdige kilder til de påstande, som fremføres i artiklen.

Limbo er en populær dans, baseret på en tradition fra øen Trinidad. Målet er at gå under en lavt hængende stang, uden at falde eller røre ved stangen.
Dansen tog originalt sted ved ceremonien Lit de parade på Trinidad. Det blev populært i 1950'erne af dansepioneren Julia Edwards (kendt som "The first lady of Limbo") og hendes dansetruppe som kunne ses i op til flere film, her i blandt Fire Down Below (1957), og turnerede bredt i Caribien, Europa, Nordamerika, Sydamerika, Asien og Afrika fra 1960'erne og frem.
Dansen anbefales at blive danset mens der spiller Limbo Rock af Chubby Checker

## Regler
En horisontal stang f.eks et kosteskaft bliver holdt i begge ender, enten af to højdejusterbare objekter, eller af to personer. Alle deltagere vil på skift prøve at passere under stangen, med ryggen bagover bøjet. Ingen af deltagernes kropsdele må røre ved stangen, og ikke andet end deltagernes fødder må røre ved jorden. De må ikke dreje hovedet eller nakken til siden, mens stangen bliver passeret. Hvis en deltager enten ikke formår at bevæge sig under genstanden uden at bryde en regel, falder eller vælger at give op, er vedkommende ude af dansen. Efter alle deltagere har forsøgt at komme under genstanden, sænkes den en smule, og alle tilbageblivende deltager gentager dansen, indtil kun en deltager er tilbagestående. Den sidste deltager har vundet.

## Historie
Ordet 'limbo' stammer tilbage fra 1950'erne. Det formodes, at ordet limbo stammer fra det VestIndien Engelske ord 'limber' (smidig). Merriam-Webster angiver etymologien som "engelsk af Trinidad & Barbados; beslægtet med jamaicansk engelsk limba at bøje, fra engelsk limber".
Dansen limbo stammer helt tilbage fra midtslut 1800-tallet i Trinidad, men blev først populært i 1950'erne. Det siges at den version af limbo der blev danset i 1900-tallet på Trinidad var ment til at symbolisere slaver gå ind i kabysserne ombord på et slaveskib, eller ånderne krydse grænsen til efterlivet.

## Verdensrekord
Verdensrekorden for laveste omgang limbo nogensinde, er holdt af Dennis Walston, som succesfuldt kom under 15 cm march 1991.
Den kvindelige verdensrekord blev sat af den daværende 26-årig Shemika Charles fra Trinidad, september 2010, på kun 22 cm.